# Yuktibhāṣā
El Yuktibhāṣā (en malabar: യുക്തിഭാഷ, lit. 'Racional'), también conocido como Gaṇitanyāyasaṅgraha ( Compendio de fundamento astronómico), es un tratado importante en las matemáticas y en la astronomía de la India, escrito por Jyesthadeva de la Escuela de Kerala alrededor del año 1530. El tratado, escrito en idioma malabar, es una consolidación de los descubrimientos de Madhava de Sangamagrama, Nilakantha Somayaji, Paramésuara, del propio Jyeshtadeva, de su alumno Achyuta Pisharati y de otros astrónomos matemáticos de la escuela de Kerala.
El trabajo fue único en su época, ya que contenía demostraciones y deducciones a partir de los teorema que presentaba; algo inusual por entonces para los matemáticos indios. Algunos de sus temas importantes incluyen la expansión de funciones en serie; las series de potencias, incluidos los números π y π/4; series trigonométricas de senos, funciones trigonométricas y sus inversas; series de Taylor, incluidas las aproximaciones de segundo y tercer orden del seno y del coseno; radios, diámetros y perímetros de circunferencias; y pruebas de convergencia.
La obra se basa principalmente en el Tantra Samgraha de Nilakantha. Se considera uno de los primeros textos sobre las ideas del cálculo infinitesimal, anterior a Newton y Leibniz por siglos. El tratado pasó en gran parte desapercibido fuera de la India, ya que estaba escrito en el idioma local malabar. A menudo se generaliza que los primeros eruditos indios en astronomía y cálculo ignoraban las demostraciones, pero el Yuktibhāṣā demuestra lo contrario. En los tiempos modernos, debido a la cooperación internacional más amplia en matemáticas, ha trascendido la importancia histórica de este trabajo. Por ejemplo, tanto la Universidad de Oxford como la Royal Society de Gran Bretaña han atribuido teoremas matemáticos pioneros de origen indio que son anteriores a sus homólogos occidentales.

## Contenido
El Yuktibhāṣā contiene la mayoría de los desarrollos de la escuela anterior de Kerala, particularmente de Madhava y de Nilakantha. El texto está dividido en dos partes: la primera trata del análisis matemático y la segunda de astronomía.

### Matemáticas

Explicación del teorema de Pitágoras en el Yuktibhāṣā

Los primeros cuatro capítulos del Yuktibhāṣā contienen matemáticas elementales, como la división, el teorema de Pitágoras o las raíces cuadradas. Las ideas novedosas no se discuten hasta el sexto capítulo sobre el perímetro de una circunferencia. La obra contiene una deducción y una demostración de la serie de potencias del arco tangente, descubierta por Madhava. En el texto, Jyesthadeva describe la serie de Madhava de la siguiente manera:

El primer término es el producto del seno y el radio dados del arco deseado dividido por el coseno del arco. Los términos siguientes se obtienen mediante un proceso de iteración cuando el primer término se multiplica repetidamente por el cuadrado del seno y se divide por el cuadrado del coseno. Luego, todos los términos se dividen por los números impares 1, 3, 5, .... El arco se obtiene sumando y restando respectivamente los términos de rango impar y los de rango par. Se establece que el seno del arco o el de su complemento, cualquiera que sea el menor, debe tomarse aquí como el seno dado. De lo contrario, los términos obtenidos por esta iteración anterior no tenderán a la magnitud de desaparición.

En notación matemática moderna,
{\displaystyle r\theta ={r{\frac {\sin \theta }{\cos \theta }}}-{\frac {r}{3}}{\frac {\sin ^{3}\theta }{\cos ^{3}\theta }}+{\frac {r}{5}}{\frac {\sin ^{5}\theta }{\cos ^{5}\theta }}-{\frac {r}{7}}{\frac {\sin ^{7}\theta }{\cos ^{7}\theta }}+\cdots }
o, expresado en términos de tangentes,
{\displaystyle \theta =\tan \theta -{\frac {1}{3}}\tan ^{3}\theta +{\frac {1}{5}}\tan ^{5}\theta -\cdots \ ,}
resultado atribuido anteriormente a James Gregory, quien lo publicó en 1667.
El texto también contiene la expansión en una serie infinita hallada por de Madhava del número π, que obtuvo de la expansión de la función arco-tangente.
{\displaystyle {\frac {\pi }{4}}=1-{\frac {1}{3}}+{\frac {1}{5}}-{\frac {1}{7}}+\cdots +{\frac {(-1)^{n}}{2n+1}}+\cdots }
Usando una aproximación racional de esta serie, dio valores del número π como 3,14159265359, con 11 decimales correctos, y como 3,1415926535898, con 13 decimales correctos.
El texto describe dos métodos para calcular el valor de π. Primero, obtener una serie que converge rápidamente transformando la serie infinita original de π. Al hacerlo, calculó los primeros 21 términos de la serie infinita
{\displaystyle \pi ={\sqrt {12}}\left(1-{1 \over 3\cdot 3}+{1 \over 5\cdot 3^{2}}-{1 \over 7\cdot 3^{3}}+\cdots \right)}
que utilizó para calcular la aproximación con 11 lugares decimales exactos. El otro método consistía en agregar un término restante a la serie original de π. El término restante {\textstyle {\frac {n^{2}+1}{4n^{3}+5n}}} se utilizó en la expansión de la serie infinita de {\displaystyle {\frac {\pi }{4}}} para mejorar la aproximación de π a 13 lugares decimales de precisión cuando n = 76.
Aparte de estos logros, el Yuktibhāṣā contiene numerosos postulados de matemática elemental y temas matemáticos complejos, que incluyen,
- Pruebas para la expansión de las funciones seno y coseno
- Las fórmulas de senos y cosenos de la suma y resta de ángulos
- Soluciones enteras de sistemas de ecuaciones lineales (resueltas usando un sistema conocido como kuttakaram)
- Deducciones geométricas de series
- Primeras declaraciones de la serie de Taylor para algunas funciones
- Pruebas de convergencia para series
- Diferenciación, integración y métodos iterativos para soluciones de ecuaciones no lineales y la teoría de que el área bajo una curva es su integral.[7]

### Astronomía
Los capítulos siete a diecisiete tratan temas de astronomía: órbitas planetarias, esfera celeste, ascensiones, declinaciones, direcciones y sombras, triángulos esféricos, elipses y corrección de paralaje. La teoría planetaria descrita en el libro es similar a la adoptada más tarde por el astrónomo danés Tycho Brahe.

## Ediciones modernas

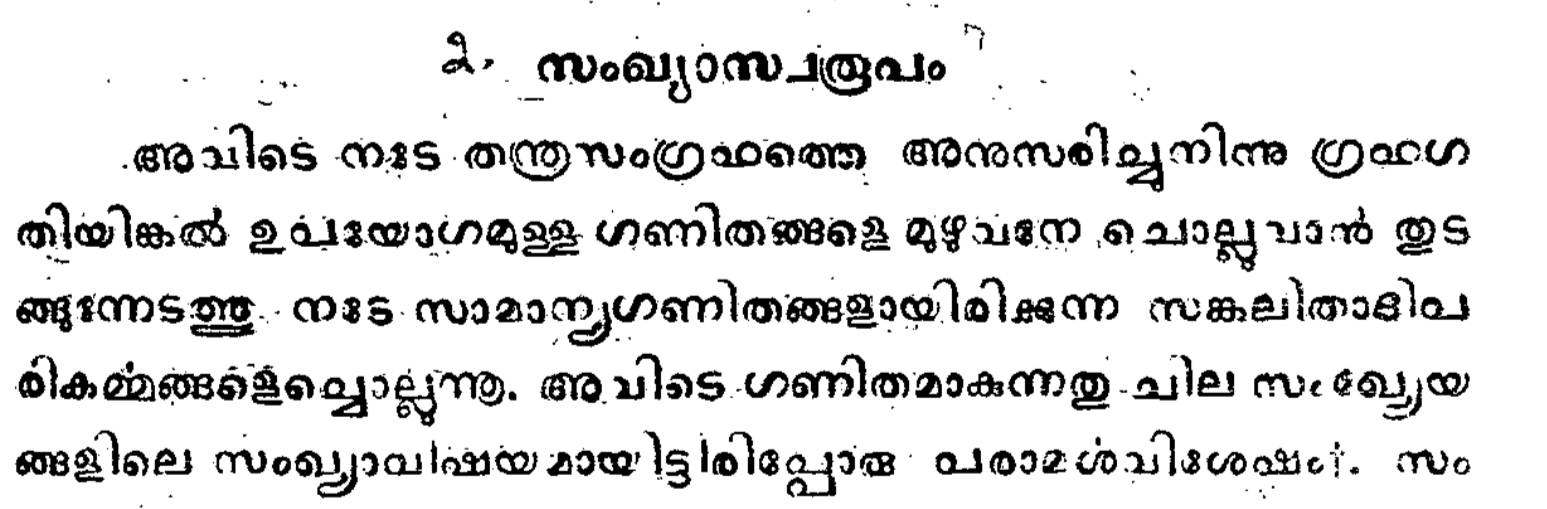
El Yuktibhasha de Jyesthadevan fue el primero entre las obras de la India Mathematica en un idioma no sánscrito

La importancia del Yuktibhāṣā llamó la atención de la erudición moderna a través de C. M. Whish en 1832, gracias a un artículo publicado en "Transactions of the Royal Asiatic Society of Great Britain and Ireland". Sin embargo, la parte matemática del texto, junto con las notas en malabar, serían publicadas por primera vez en 1948 por Rama Varma Thampuran y Akhileswara Aiyar.
Springer publicó en 2008 una edición de todo el texto en malabar, junto con una traducción al inglés y notas explicativas detalladas.
Un tercer volumen que presenta una edición crítica del Ganitayuktibhasa escrito en sánscrito ha sido publicado por el Indian Institute of Advanced Study, Shimla, en 2009.